# Sinopoda steineri
Sinopoda steineri – gatunek pająka z rodziny spachaczowatych i podrodziny Heteropodinae.

## Taksonomia
Gatunek ten opisany został po raz pierwszy w 2012 roku przez Petera Jägera na łamach „Zootaxa”. Jako miejsce typowe wskazano Tham Nam Eng w laotańskiej prowincji Louang Namtha. Epitet gatunkowy nadano na cześć Helmuta Steinera.

## Morfologia
Jedyny zmierzony okaz jest samicą o ciele długości 12,7 mm przy prosomie długości 5,6 mm i szerokości 5,9 mm oraz opistosomie (odwłoku) długości 7,1 mm i szerokości 4,1 mm. U okazu przechowywanego w alkoholu karapaks jest żółtawobrązowy z rudobrązową jamką i promieniście rozchodzącymi się paskami, szczękoczułki są ciemnorudobrązowe, warga dolna rudobrązowa z rozjaśnioną częścią odsiebną, szczęki i sternum żółtawobrązowe, odnóża ciemnożółtawobrązowe, a opistosoma żółtawobrązowa, na wierzchu z nieregularnym wzorem. Wszystkie pary oczu są zachowane. Szczękoczułki mają trzy zęby na krawędzi przedniej i cztery na tylnej. Nogogłaszczki samicy mają pazurki z ośmioma ząbkami. Genitalia samicy mają szersze niż dłuższe pole epigynalne, pozbawione sensillów szczeliniastych i pasm przednich. Kieszonki epigynalne mają boczne krawędzie wystające bocznie, formujące razem z przegrodą kształt kotwicy. Umieszczone blisko krańców kieszonek epigynalnych bruzdy boczne są długie i biegną po przekątnej, osiągając boczne krawędzie płatów bocznych. Boczne płaty wulwy są zlane, w tyle zaopatrzone we wcięcie pośrodkowe. Wyrostki gruczołowe są wąskie, w tyle węższe niż na przedzie, spiczasto zakończone. Część równoległa układu kanalików wewnętrznych jest dłuższa niż u S. taa i tak długa jak u S. tham.

## Rozprzestrzenienie
Pająk orientalny, endemiczny dla Laosu, znany tylko z lokalizacji typowej na terenie prowincji Louang Namtha. Odnaleziony w jaskini na wysokości 730 m n.p.m.